# Erlik
Erlik, var dödens gud i den ursprungliga traditionella turkisk-mongoliska religionen, tengriismen.